# Túrin I
En el universo imaginario de J. R. R. Tolkien y en los apéndices de la novela El Señor de los Anillos, Túrin I fue el sexto Senescal Regente del reino de Gondor. Nacido en el año 2165 de la Tercera Edad del Sol, es hijo de Húrin I. Su nombre es sindarin y puede traducirse como «el victorioso».
Túrin I es el quinto senescal que rigió en la época dominada por la Paz Vigilante. Sucedió a su padre en el año 2244 T. E. y gobernó Gondor por 34 años. Murió en el año 2278 T. E. 
Túrin era el tercer hijo de Húrin y constituye un caso raro en la historia de Gondor, puesto que se casó dos veces y con la última mujer y ya viejo, tuvo un hijo varón, de nombre Hador que lo sucedió en el trono.